# Clinopodes porosus
Clinopodes porosus är en mångfotingart som först beskrevs av Karl Wilhelm Verhoeff 1934.  Clinopodes porosus ingår i släktet Clinopodes och familjen storjordkrypare.
Artens utbredningsområde är:
- Israel.
- Rumänien.
- Turkiet.

Inga underarter finns listade i Catalogue of Life.